# Cañón de Nazaré

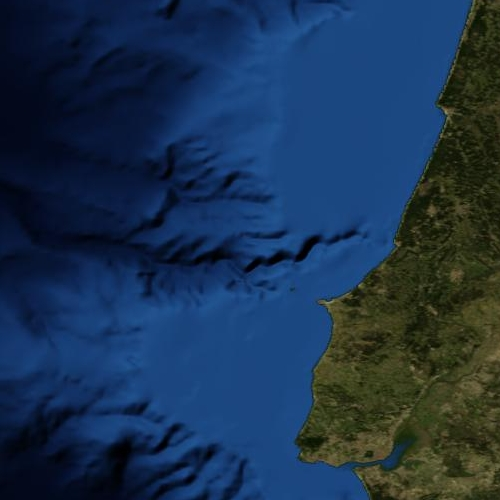
Cañón de Nazaré en el litoral centro de Portugal

El cañón de Nazaré es un cañón submarino que, como su nombre indica, está situado en las proximidades de Nazaré, en las costas de Portugal. Es el mayor situado en Europa, con una extensión de 230 km y alcanza una profundidad de 5000 metros. Es un lugar rico y diverso en vida marina que ha sido objeto de estudio por parte de la Marina Portuguesa y otras instituciones del país y extranjeras tanto como objetivo y como argumento para la expansión de la zona económica exclusiva portuguesa.
El cañón está siendo objeto de estudio por parte del proyecto Hermes de la Unión Europea, que usa vehículos operados por control remoto. En este proyecto se investigan los ecosistemas que forman el cañón, así como los sedimentos, su transporte y deposición. Del mismo modo se estudia la influencia del cañón y cómo afecta a la circulación de la corriente marina en este punto del océano.

## Oleaje
La profundidad del cañón de Nazaré y su relativa cercanía a la costa provoca olas muy altas. Esto hace de Nazaré uno de los mejores lugares para practicar el surf. El cañón crea una interferencia constructiva entre las olas entrantes por lo que tiende a hacer que las olas sean mucho más grandes de lo normal.
En agosto de 2012, una ola gigante mató a una niña británica de 5 años y su abuelo que caminaban a lo largo de la playa de Salgado.
En noviembre de 2011, el surfista hawaiano Garrett McNamara surfeó una ola gigante de 24 metros del canal a la cresta.
El 10 de enero de 2015, el francés Benjamin Sanchis hizo un nuevo récord surfeando una ola de 33 metros.
El 29 de octubre de 2020 el surfista alemán Sebastian Steudtner, surfeó una ola de 26,21 metros en la playa del Norte siendo reconocido en 2022 por el Guinness World Records como récord mundial de ola más alta surfeada.